# Pete Johnson
Peter (Pete) Johnson (Kansas City, 25 marzo 1904 – Buffalo, 23 marzo 1967) è stato un pianista statunitense di jazz.
Dal 1926 al 1938 lavorò come pianista, accompagnando spesso Big Joe Turner.
Nel 1938 partecipò con Turner al concerto From Spirituals to Swing, al Carnegie Hall di New York.
Il concerto fu l'inizio di un sodalizio musicale tra Johnson ed altri due pianisti di boogie-woogie, Albert Ammons e Meade Lux Lewis. I tre lavorarono insieme al Cafè Society e registrarono spesso come trio.
La canzone Roll 'Em Pete, che vedeva Turner come voce e Johnson al pianoforte, fu una delle prime registrazioni rock and roll.
Negli anni cinquanta, nonostante i problemi di salute, Johnson continuò ad andare in tour ed in studio, realizzando preziose collaborazioni con Jimmy Rushing, Big Joe Turner e la Jazz at the Philharmonic.
Nel 1958 un ictus lo lasciò parzialmente paralizzato.
Fece un'ultima apparizione nel 1967, due mesi prima della sua morte. Morì al Meyer Hospital a Buffalo, New York.

## Canzoni famose
- 1280 Stomp
- 627 Stomp
- Basement Boogie
- Buss Robinson Blues
- Cherry Red
- Goin' Away Blues
- Holler Stomp
- Just for You
- Lone Star Blues
- Pete's Blues
- Pete's Lonsome Blues
- Roll 'Em Pete
- Vine Street Bustle